# Bulguksa

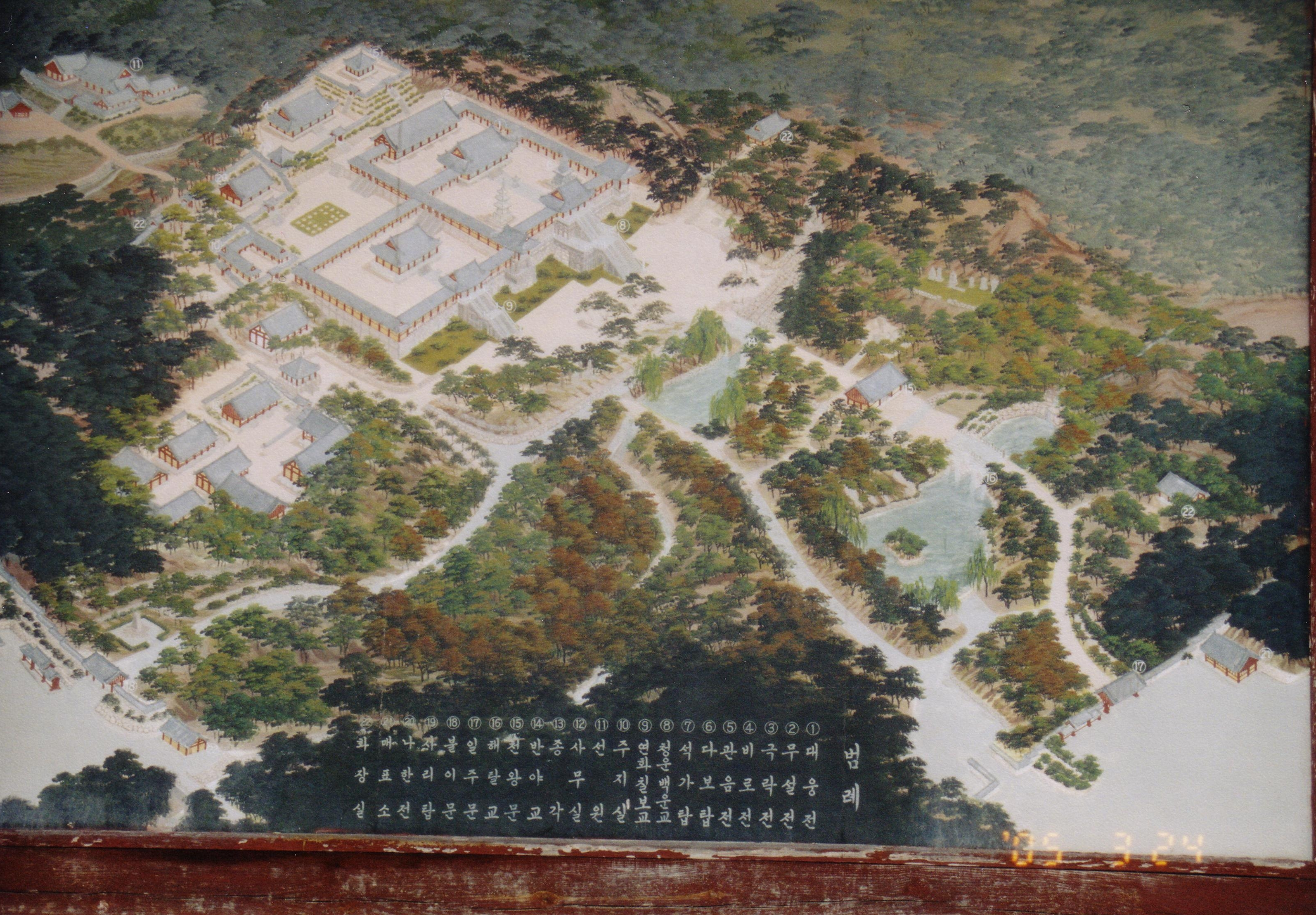
Lageplan am Eingang

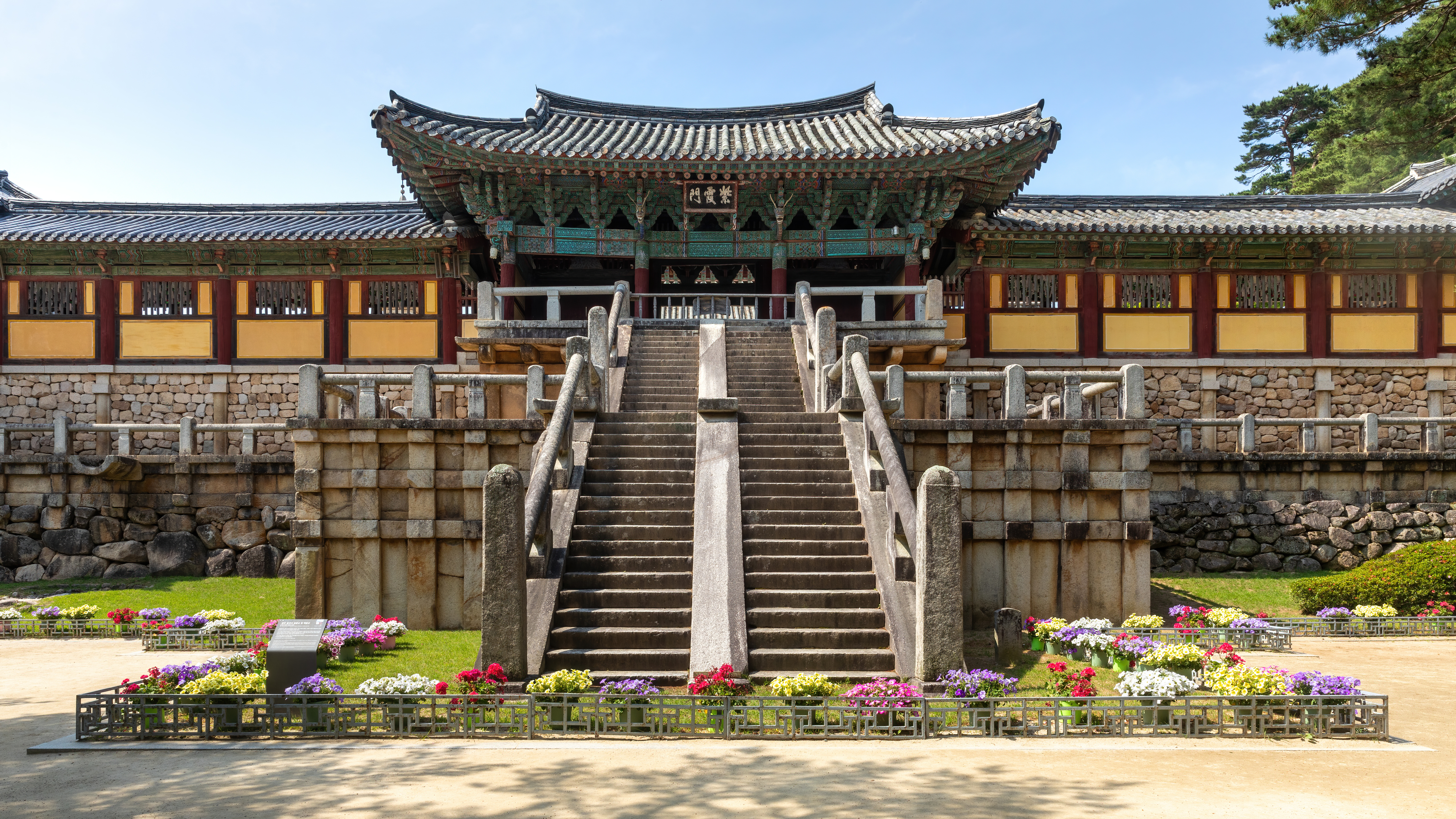
Cheongungyo und Baegungyo im Bulguksa

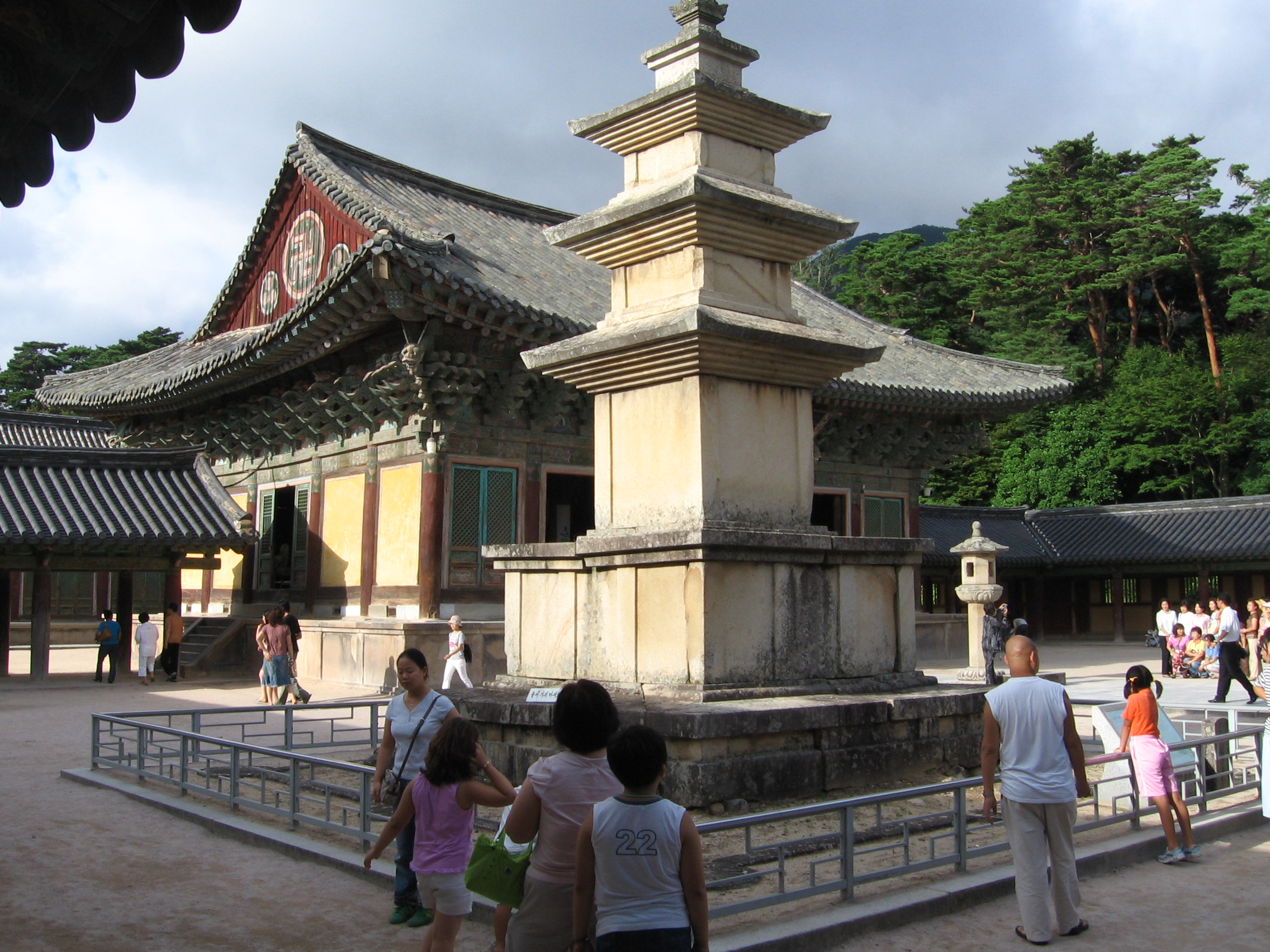
Seokgatap im Bulguksa

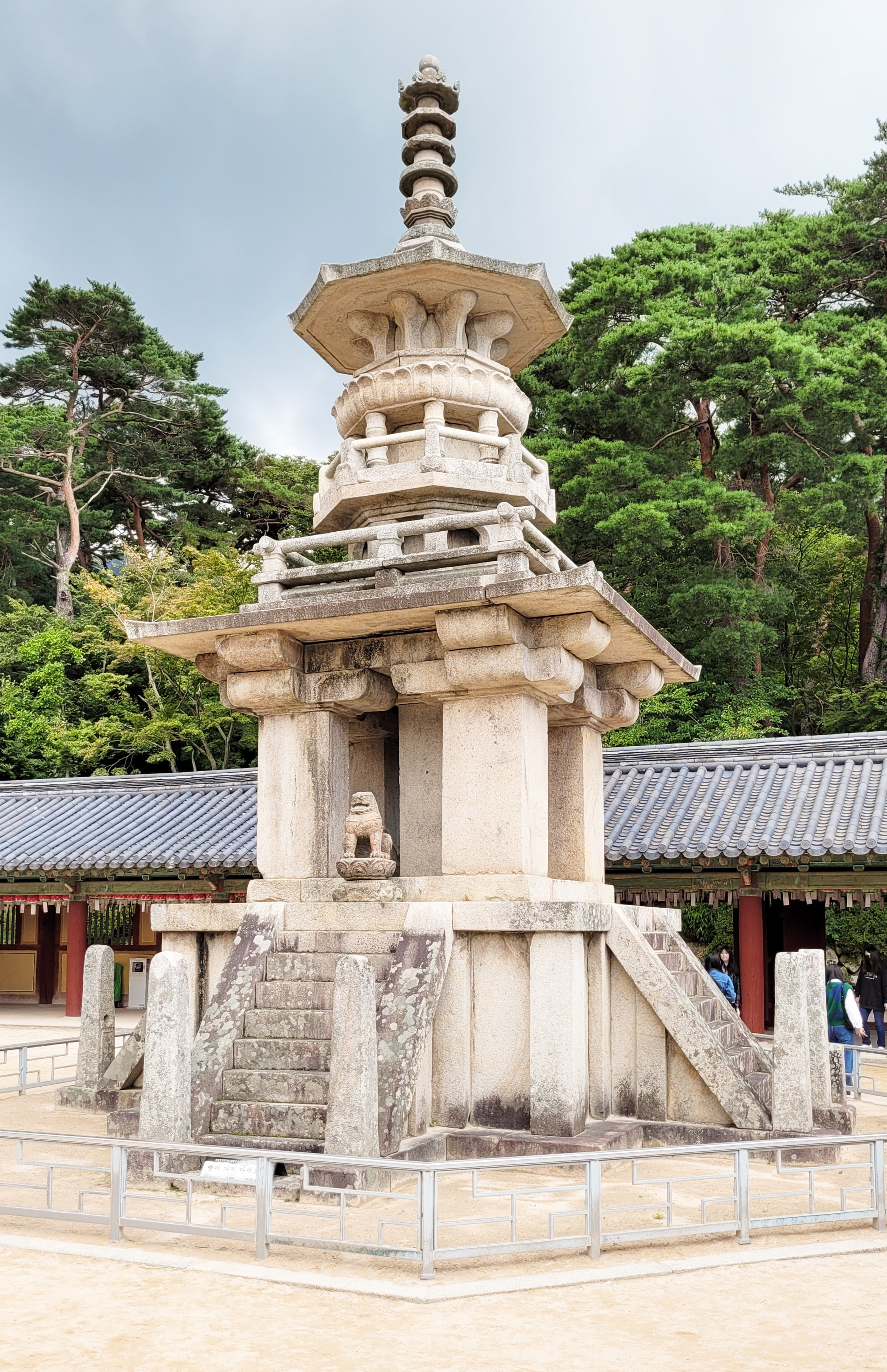
Dabotap im Bulguksa

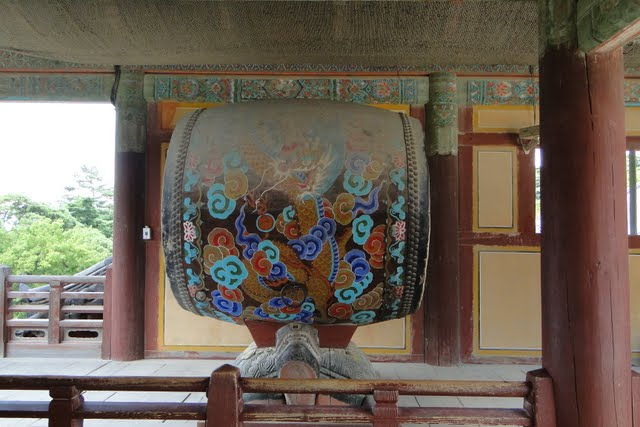
Trommel im Bulguksa

Bulguksa ist ein buddhistischer Tempel in der Provinz Gyeongsangbuk-do in Südkorea und liegt 16 Kilometer südöstlich der Stadt Gyeongju, der ehemaligen Hauptstadt des Silla-Königreiches. Der Tempel gilt als Meisterwerk der Blütezeit der buddhistischen Kunst im Silla-Königreich. Er beheimatet sieben Nationalschätze Südkoreas: zwei Steinpagoden, zwei Treppenanlagen, zwei vergoldete Buddhastatuen und einen Reliquienbehälter.

## Geschichte
Im Jahre 528 errichtete König Beopheung an dieser Stelle einen kleinen Gebetstempel für seine Gattin, der jedoch später in Vergessenheit geriet und verfiel. Der heutige Tempel wurde unter König Gyeongdeok von seinem Premierminister Kim Dae-seong begonnen und im Jahre 774 fertiggestellt. Zu dieser Zeit erhielt der Tempel den Namen Bulguksa (Tempel des Landes Buddhas).
Er wurde während der Goryeo- und der frühen Joseon-Dynastie mehrmals renoviert. Während des Imjin-Krieges (1592–1598) brannten die Holzgebäude jedoch komplett nieder. Bereits 1604 begann die Wiedererrichtung und Vergrößerung der Tempelanlage und in der Folgezeit gab es weitere Renovierungen, es kam jedoch auch immer wieder zu Zerstörungen und Plünderungen.
Nach einer umfassenden archäologischen Untersuchung wurde der Bulguksa schließlich unter Präsident Park Chung-hee zwischen 1969 und 1973 umfassend rekonstruiert und erhielt sein heutiges Aussehen. Die berühmten Steinkonstruktionen konnten dabei erhalten werden und stammen noch aus der Silla-Periode.
1995 wurde der Tempelkomplex zusammen mit der 2 km bergauf gelegenen Seokguram-Grotte von der UNESCO unter dem Titel Grottentempel Seokguram und Tempel Bulguksa in die Welterbeliste aufgenommen.

## Architektur
Der ehemalige Haupteingang des Tempelkomplexes führte über eine zweiteilige Treppenanlage durch das „Tor des purpurfarbenen Nebels“ (Jahamun) zum großen Tempelhof. 
Die Treppenanlage hat 33 Treppenstufen. Sie symbolisieren die 33 Stufen zur Erleuchtung und bestehen aus geschnittenen Granitblöcken. Die Treppenanlage stammt aus dem 8. Jahrhundert und ist Koreas Nationalschatz Nr. 23. Der untere Teil, die „Brücke der blauen Wolken“ (Cheongungyo), ist 6,3 m lang und hat 17 Stufen. Der obere Teil, die „Brücke der weißen Wolken“ (Baegungyo), ist 5,4 m lang und hat 16 Stufen. Der Aufstieg über die beiden Steintreppen wurde gesperrt. Besucher betreten heute den hinter dem Jahamun-Tor gelegenen Tempelhof über einen Seiteneingang.
In der Mitte des großen Tempelhofes steht die „Halle der großen Erleuchtung“ (Daeungjeon). 
Sie wurde während des Imjin-Krieges (1592–1598) komplett zerstört, die heutige Halle ist eine moderne Rekonstruktion.
Auf dem Platz zwischen Jahamun-Tor und Daeungjeon-Halle stehen zwei Steinpagoden: die dreistufige schlichte Seokgatap und die kompliziert konstruierte Dabotap. 
Die Seokgatap-Pagode ist 8,20 m hoch. Auf einem quadratischen Sockel erheben sich drei Stockwerke mit der für Silla typischen abwärtsgerichteten Treppung der Dachkränze. Die Seokgatap ist über 1300 Jahre alt und Koreas Nationalschatz Nr. 21.
Die außergewöhnliche Dabotap-Pagode, Koreas Nationalschatz Nr. 20, ist ca. 10,40 m hoch und zählt zu den bedeutendsten buddhistischen Kunstwerken der Welt. Der unterste Teil der Pagode wird durch einen Quader gebildet, welcher das irdische Yin-Prinzip verkörpert. Auf diesen führen vier neunstufige Treppen. Auf dem Quader stehen vier massive Eckpfeiler und ein zentraler Herzpfeiler. Diese stützen eine quadratische Dachplatte mit Zaun. Über dieser Dachplatte geht die Pagode in eine komplizierte achteckige Bekrönung über. Das Achteck symbolisiert dabei den Kreis, welcher das himmlische Yang-Prinzip verkörpert.
Die Dabotap-Pagode ist auf der aktuellen 10-Won-Münze abgebildet.
Die Rückseite des großen Tempelhofes wird durch die „Halle ohne Worte“ (Museol-Jeon) abgeschlossen. Der Name der Halle geht darauf zurück, dass Buddhas Glaube nicht nur mit Worten gelehrt werden kann. Sie ist die größte Halle des Komplexes und wie die Daeungjeon-Halle eine moderne Rekonstruktion.
Im Norden, hinter der Museol-Jeon-Halle, befinden sich zwei weitere Hallen. Auf einer Anhöhe im Nordosten, dem höchsten Punkt des Komplexes, liegt die Kwaneum-Jeon-Halle mit einem Bild des Avalokiteshvara und im Nordwesten die Biro-Jeon-Halle mit einer Statue des Vairocana Buddha. Diese Statue ist 1,77 m hoch und aus vergoldeter Bronze. Sie stammt vermutlich aus dem 9. Jahrhundert und ist Koreas Nationalschatz Nr. 26. Vor der Biro-Jeon-Halle steht Nationalschatz Nr. 61: die Sarira-Stupa, ein Reliquienbehälter in Form einer Steinlaterne. 
Im Westen des großen Tempelhofes befindet sich ein weiterer, kleinerer Tempelhof. Diesen erreichte man früher über eine weitere, heute ebenfalls gesperrte, zweiteilige Treppenanlage. Diese ist insgesamt kleiner, ähnelt jedoch der größeren Anlage in Form und Struktur. Sie hat 18 Treppenstufen und ist Koreas Nationalschatz Nr. 22. Der untere Teil, die „Brücke der Lotusblume“ (Yeonhwagyo), hat 10 Stufen und der obere Teil, die „Brücke der sieben Kostbarkeiten“ (Chilbogyo), 8 Stufen.
Über diese Treppenanlage gelangte man durch das „Tor des reinen Landes“ (Anyangmun) auf den kleinen Tempelhof mit der „Paradieshalle“ (Geungnakjeon). Diese enthält Koreas Nationalschatz Nr. 27, eine vergoldete Bronzestatue des Amitabha Buddha. Die Statue ist 1,66 m hoch und stammt wahrscheinlich ebenfalls aus dem 9. Jahrhundert.